# Luigi Rizzo

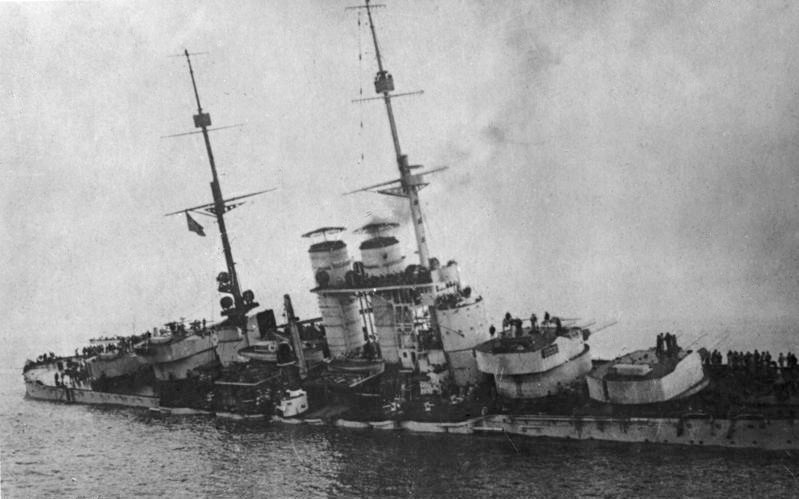
SMS „Szent István” głęboko w wodzie

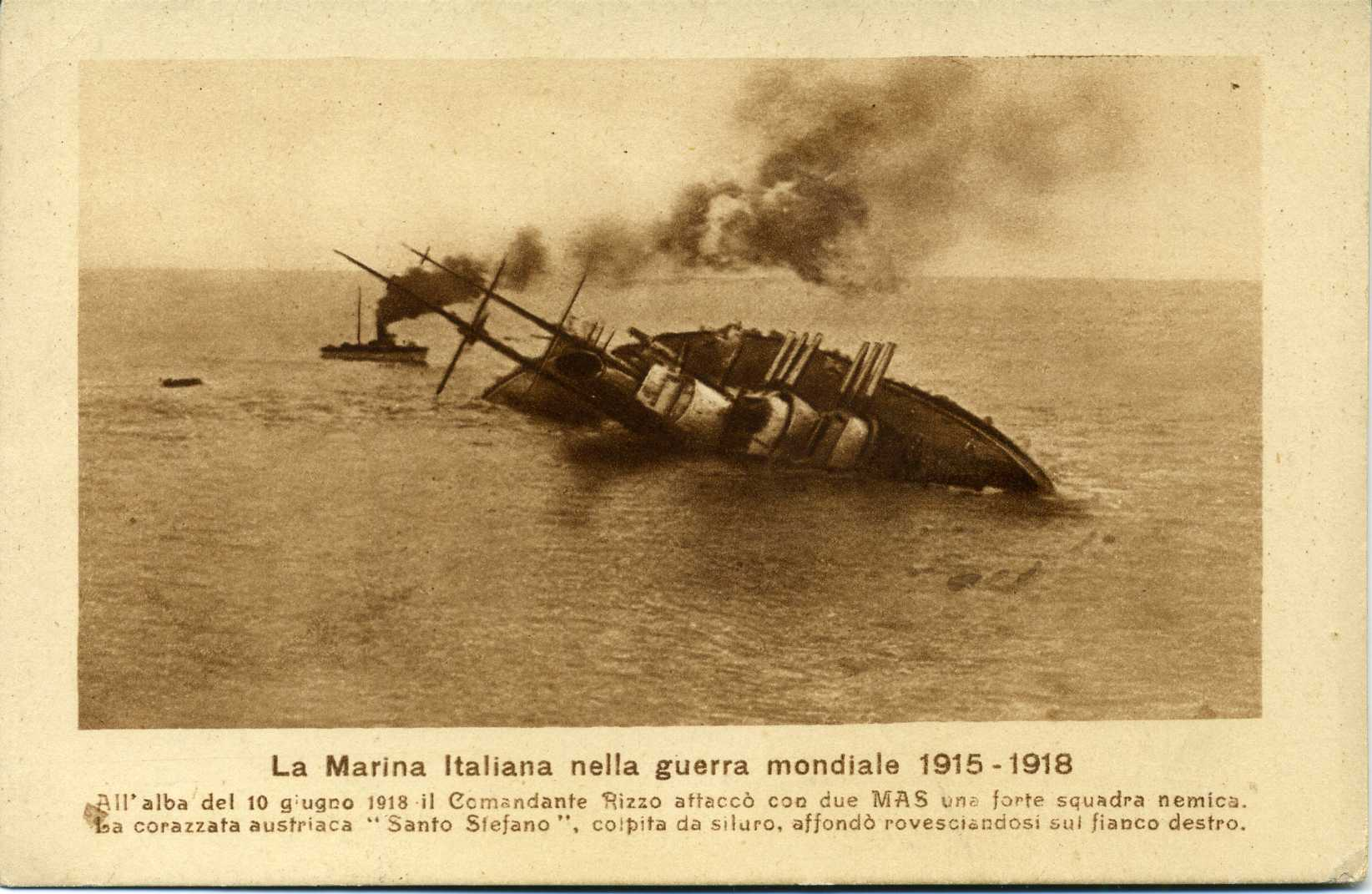
Ostatnie momenty SMS „Szenta Istvána”

Luigi Rizzo, Conte di Grado e di Premuda (ur. 8 października 1887 r. w Milazzo, zm. 27 czerwca 1951 r. w Rzymie) – włoski oficer marynarki. Jest najbardziej znany z zatopienia austro-węgierskiego pancernika SMS „Szent István” w czerwcu 1918 r.

## Życiorys
Po odbyciu treningu w Akademii Morskiej w Livorno, uzyskał stopień Sottotenente di vascello w 1912 r. Wziął udział w I wojnie światowej, w której jako dowódca kutrów torpedowych przeprowadził kilka spektakularnych rajdów przeciwko austro-węgierskiej marynarce.
W grudniu 1917 r. zatopił austro-węgierskiego przeddrednota SMS „Wien”, który był zacumowany w porcie w Trieście.
10 lutego 1918 r. trzy kutry torpedowe MAS (w tym MAS-96 dowodzona przez Rizziego), zaatakowały austro-węgierskie okręty wewnątrz portu w Bakarze (obecnie Chorwacja), niedaleko Fiume, nad zatoką Kvarner. Jako że port leży 80 km w głąb osłoniętych wód, rajd miał przede wszystkim znaczenie psychologiczne. Operacja przeszła do historii jako Beffa di Buccari (dosł. kpina z Bakar).
10 czerwca 1918 r. Rizzo zatopił austro-węgierskiego drednota SMS „Szent István” w Premudzie. Zatopienie 21700 tonowego okrętu było największym sukcesem kutrów torpedowych MAS i 10 czerwca każdego roku wydarzenie to jest świętowane we włoskiej marynarce.
W 1919 r. wziął udział w zajęciu miasta Fiume (obecnie Rijeka w Chorwacji), dowodzonym przez Gabriela D’Annunzio. Rizzo przeszedł w stan spoczynku w 1920 r., mając rangę komandora.
Ostatecznie otrzymał on rangę admirała i został uhonorowany przez króla Wiktora Emanuela III tytułem Conte di Grado e di Premuda. Otrzymał również Złoty Medal za Męstwo Wojskowe (dwa razy), Srebrny Medal za Męstwo Wojskowe (czterokrotnie), Krzyż Wojenny za Męstwo Wojskowe oraz został kawalerem Orderu Korony Włoch.
Francja odznaczyła go Krzyżem Wojennym i mianowała kawalerem Orderu Legii Honorowej, a Wielka Brytania przyznała mu Distinguished Service Order.
Prezydent Stanów Zjednoczonych odznaczył go Medalem Marynarki Wojennej za Wybitną Służbę.
W późniejszym życiu Rizzo pracował w przemyśle okrętowym, jak również w stoczniach. Zgłosił się na ochotnika podczas drugiej wojny włosko-abisyńskiej.
We wrześniu 1943 r. Rizzo został skazany za sabotaż i deportowany do Niemiec. Został tam później odnaleziony przez córkę i razem wrócili do ojczyzny, kiedy wojna się skończyła. Rizzo zmarł w 1951 r. po długiej chorobie.